# Liste von Sakralbauten in Assamstadt
Die Liste von Sakralbauten in Assamstadt nennt Kirchengebäude und sonstige Sakralbauten im Gemeindegebiet von Assamstadt im Main-Tauber-Kreis in Baden-Württemberg.

## Sakralbauten in Assamstadt

### Christentum
Die katholischen Sakralbauten in Assamstadt gehören zur Seelsorgeeinheit Krautheim-Ravenstein-Assamstadt im Dekanat Tauberbischofsheim. Die Diaspora der evangelischen Christen ist der Kirchengemeinde Neunstetten-Krautheim im Kirchenbezirk Adelsheim-Boxberg zugeordnet.

#### Kirchengebäude und Kapellen
| Name               | Konfession               | Ort        | Bild | Koordinaten                 |
| ------------------ | ------------------------ | ---------- | ---- | --------------------------- |
| Alte Kilianskirche | r.-k. / ev. (ökumenisch) | Assamstadt |      | 49° 25′ 39″ N, 9° 41′ 15″ O |
| Friedhofskapelle   | r.-k.                    | Assamstadt |      | 49° 25′ 45″ N, 9° 41′ 23″ O |
| St. Kilian         | r.-k.                    | Assamstadt |      | 49° 25′ 30″ N, 9° 41′ 17″ O |
| Steffeskirchle     | r.-k.                    | Assamstadt |      | 49° 25′ 14″ N, 9° 41′ 57″ O |

#### Kreuzweg
Der folgende Freilandkreuzweg besteht im Gemeindegebiet von Assamstadt:
| Name     | Konfession | Ort        | Bild | Koordinaten                 |
| -------- | ---------- | ---------- | ---- | --------------------------- |
| Kreuzweg | r.-k.      | Assamstadt |      | 49° 25′ 19″ N, 9° 41′ 44″ O |

#### Mariengrotten
Folgende Mariengrotten beziehungsweise Lourdesgrotten bestehen im Gemeindegebiet von Assamstadt:
| Name                           | Konfession | Ort        | Bild | Koordinaten                 |
| ------------------------------ | ---------- | ---------- | ---- | --------------------------- |
| Mariengrotte (Assamstadt)      | r.-k.      | Assamstadt |      | 49° 25′ 7″ N, 9° 41′ 23″ O  |
| Mariengrotte im alten Friedhof | r.-k.      | Assamstadt |      | 49° 25′ 43″ N, 9° 41′ 19″ O |

#### Friedhöfe
In Assamstadt gibt es einen ehemaligen Friedhof und einen derzeit genutzten Friedhof:
| Name           | Ort        | Bild | Koordinaten                 |
| -------------- | ---------- | ---- | --------------------------- |
| Alter Friedhof | Assamstadt |      | 49° 25′ 44″ N, 9° 41′ 21″ O |
| Friedhof       | Assamstadt |      | 49° 25′ 47″ N, 9° 41′ 26″ O |

### Judentum
Auf dem Gebiet der Gemeinde Assamstadt sind keine jüdischen Gemeinden, Synagogen oder jüdischen Friedhöfe bekannt.

### Islam
Im Gemeindegebiet von Assamstadt besteht keine Moschee. Die Muslime besuchen gewöhnlich die nächstgelegene Moschee Lauda.